# 第303突撃砲旅団
第303突撃砲旅団（ドイツ語：Sturmgeschütz-Brigade 303 フィンランド語：Rynnäkkötykkiprikaati 303）は第二次世界大戦におけるドイツ軍の戦車旅団の一つである。

## 戦歴
ドイツ国防軍が編成した突撃砲旅団の一つだが、歴史的にはフィンランドでの戦歴が知られている。
第二次ソ芬戦争（継続戦争）において労農赤軍の大規模攻勢が始まって少し経った6月22日にフィンランドに到着したドイツの援軍の一つ。
大規模な戦車部隊を持たないフィンランド軍にとって第303突撃砲部隊の存在は大きく、カレリア方面司令官であったレンナルト・オシュは本部隊の活躍を折り込んで反撃に出たとする説もある。
しかし独ソ戦開戦前後からフィンランドに駐留し、厳しい気候や道路事情に慣れていた第20山岳軍などとは異なり、到着して間もない第303突撃砲旅団は、フィンランド側が期待していた程の戦果を挙げる事が出来ず、タリ＝イハンタラの戦いでは大きな被害を受け、フィンランド軍装甲師団を指揮していたエルンスト・ルーベン・ラガスを失望させた。

## フィンランド軍における突撃砲
当時のフィンランド国防軍において突撃砲の存在はあまり重要視されていなかった。
それは歩兵による火炎瓶やカサノパス（鉄製のケースに収束爆弾を詰め、木製の取手を着けた即席対戦車火器）による肉薄攻撃（赤軍戦車の装甲が厚くなった大戦末期ではパンツァーファウストなどによって）が赤軍の戦車にそれなりの被害を与えていたことや、フィンランドが唯一まとまった数を所有していた突撃砲というべきBT-42が成功作とは言い難く、事実戦闘に参加した本車の多くが満足な戦果を挙げる事なく撃破されてしまった事が原因と考えられている。

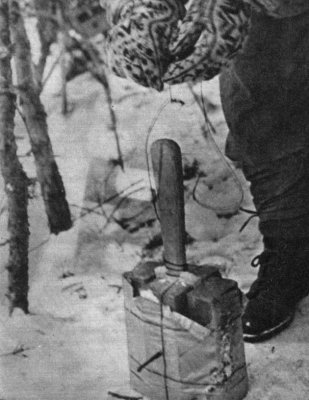
カサノパス

第303突撃砲旅団の誘致やIII号突撃砲の購入はそれを受けて行われた。
結果的に旅団は芳しい戦果を挙げる事は出来なかったが、一方でIII号突撃砲自体はクーテルセルカの戦いで初陣を飾り、多大な損害を受けるものの、タリ＝イハンタラの戦いにおいて圧倒的に上回るスペックのT-34/85やJSU-152に奮戦し、軍上層部の突撃砲不要論を一掃、継続戦争末期のフィンランド軍の防衛に欠かせない存在の一つとして、「シュトゥルミ（Sturmi）」の愛称で親しまれた。
なおフィンランドに対してドイツが供与した戦車は他にソ連から鹵獲したT-34/76やIV号戦車があるが、後者は到着時期が遅く（1944年8月頃）、実戦には参加していない。

## 装備
- III号突撃砲G型　31輌（33輌説もあり）

## 参考
- 流血の夏　梅本弘　大日本絵画
- フィンランド軍入門　斎木伸生　イカロス出版